# Serinus mozambicus
Serinus mozambicus là một loài chim trong họ Fringillidae.